# Urbanos de Vila Real
A Urbanos de Vila Real (vulgarmente também denominada por Corgobus devido à anterior operação) é a empresa responsável pela exploração da rede de transportes públicos rodoviários da cidade de Vila Real, em Portugal, que tiveram o seu início em novembro de 2004 e foram até 2015 operados pela Corgobus - Transportes Urbanos de Vila Real. 

## Frota
O serviço foi inaugurado com a aquisição de 10 autocarros de tamanho médio com motorização MAN 12.220 HOCL NL e carroçaria produzida em Espanha pela UNVI, que ostentavam uma imagem em tons de azul com motivos alusivos ao concelho, escolhida por votação pelos vila-realenses que reagiram ao mote "Decide como queres o teu autocarro Corgobus", tendo a transportadora apresentado três proposta de desenho com os temas "encostas", "faixas" e "palácio", com o segundo a surgir como vencedor.[carece de fontes?]
Em 2005, o parque foi reforçado com dois autocarros usados Pegaso 6424 provenientes de Madrid, utilizados sobretudo como frota de reserva. Em 2008 a frota cresce com a entrada ao serviço de dois autocarros Volvo B7R com carroçaria produzida pela CAMO, num investimento de 370 mil euros. A estes dois veículos, junta-se ainda um autocarro usado MAN de tamanho médio. Em 2010 e na sequência da entrada ao serviço de uma nova frota de autocarros na cidade da Covilhã, uma concessão explorada pelo mesmo grupo empresarial, o parque de material circulante de Vila Real é reforçado com a transferência de dois Mercedes-Benz O405, um dos quais é colocado ao serviço e recebe o número 25. Dois anos depois ocorre o último reforço, com um Iveco Cityclass carroçado pela Castrosua, cuja primeira matrícula é de 2004, o mesmo da frota original da Corgobus.[carece de fontes?]
De uma frota inicial de 10 autocarros de tamanho médio, a concessão atinge 17 veículos, destacando-se os 4 autocarros de maior dimensão. Em novembro de 2014 assinalou-se o décimo aniversário do início do serviço e, com a chegada do fim do período contratual, o Município de Vila Real prorrogou o contrato, assumindo o material circulante como contrapartida pela diminuição do custo a pagar ao operador. A 31 de dezembro de 2015 termina a exploração pela Corgobus e transitam para o novo operador (TUVR - Urbanos de Vila Real) praticamente todos os veículos que constituem a frota, sendo retirados de serviço os que foram adquiridos pela Corgobus para reforço ao longo da sua operação, mantendo-se apenas os 10 MAN originais e os 2 Volvo adquiridos em 2008.[carece de fontes?]
Em 2016 foram adquiridos 5 novos autocarros MAN com carroçaria Atomic UR2014 produzida pela Irmãos Mota. Estes foram reforçados com um minibus Iveco 65C18SH com carroçaria Atomic Mini produzida pela Irmãos Mota datada de 2010 e anteriormente utilizada pela operadora Santos. Em 2022, com o início de uma nova concessão, entraram ao serviço as duas primeiras unidades minibus com tração elétrica da marca Karsan.
Em 2022, a Urbanos de Vila Real conta com uma frota operacional de 20 veículos, sendo 2 deles elétricos e 3 minibus.

## História
A criação da Universidade de Trás-os-Montes e Alto Douro na cidade de Vila Real em 1986 originou um crescimento populacional e os jovens que se fixaram no concelho para estudar contribuíram para o agravamento do congestionamento automóvel no centro histórico, desencadeado não só pela escassez de lugares de estacionamento para responder à enorme procura, como à exígua malha rodoviária. Assim, em abril de 1999, a Câmara Municipal de Vila Real em conjunto com a Faculdade de Engenharia da Universidade do Porto iniciaram uma parceria para a criação de uma rede urbana de transportes que permitisse resolver este problema, um trabalho que culminou na criação de uma rede urbana de transportes, cujo relatório final foi aprovado pela Câmara Municipal em junho de 2000 e em dezembro do mesmo ano foi adjudicado o estudo de viabilidade técnico-económica.[carece de fontes?]
Em outubro de 2002 foi publicado em Diário da República a abertura do concurso público internacional para a concessão da exploração e manutenção da rede de transportes coletivos urbanos de passageiros por um período de 10 anos, tendo sido o mesmo adjudicado em novembro de 2003 à espanhola CTSA - Corporacion Españhola de Transporte, S.A., cujo capital se repartia em partes iguais pela FCC e a Connex, resultando na assinatura do contrato de concessão a 20 de maio de 2004 e a criação da Corgobus - Transportes Urbanos de Vila Real em agosto de 2004. O contrato inicial representou um encargo anual para a autarquia de 450 mil euros, durante os 10 anos da concessão.[carece de fontes?]
Estava prevista a apresentação oficial para 22 de novembro de 2004, mas devido a problemas burocráticos relacionados com a legalização dos veículos, esta teve de ser adiada para o dia 27 de novembro, tendo a cerimónia decorrido na Praça do Município, iniciando-se a exploração comercial no primeiro dia de dezembro de 2004. Em 2007, a CTSA é adquirida pelo recém criado grupo Avanza (resultante da fusão em 2002 das empresa TUZSA, Auto-Res e Vitrasa), tornando-se um dos maiores grupos de transporte rodoviário espanhol, onde a entrada da CTSA comporta um conjunto significativo de redes de transporte urbano em exploração, tendo sido aumentada em 2009 com o apuramento para a exploração da Covibus, transportes urbanos da Covilhã.[carece de fontes?]
A proposta da Câmara Municipal de Vila Real surgiu numa época em que o transporte rodoviário se encontrava estagnado no panorama nacional, vigorando o regime de concessões, ficando a totalidade da responsabilidade pela decisão de horários, operação e percursos, entregues aos operadores rodoviários. Em Vila Real, o grupo Santos e a Auto Viação do Tâmega detinham diversas concessões para a exploração de carreiras interurbanas, com alguns percursos sobrepostos com a nova rede concebida pela Câmara Municipal. Este facto contribuiu para que a rede proposta pela Câmara Municipal não ficasse isenta de queixas por parte dos vários interlocutores envolvidos. Independentemente das razões invocadas, o tempo provou que a existência de um transporte dedicado ao perímetro urbano de Vila Real foi uma aposta ganha, com um modelo de negócio que define e responsabiliza a participação do município na mobilidade através de transporte público, constituindo um caso de estudo a replicar para outras localidades de dimensão idêntica ou maior.[parcial?][carece de fontes?]
Em novembro de 2012, a Câmara Municipal de Vila Real e a Corgobus apresentaram ao Tribunal de Contas uma proposta de contrato por ajuste direto que visava a renovação da concessão por 20 anos, pressupondo o alargamento da rede, o aumento da idade máxima de utilização da frota em contrapartida pela diminuição da compensação paga pela Câmara, tendo sido esta proposta rejeitada. Em 2013, o grupo Avanza (responsável por cerca de 1900 autocarros e com 5200 colaboradores) é adquirido pelo grupo mexicano ADO - Autobuses de Oriente ADO, S.A., com origem em 1939 e nessa altura responsável por mais de 6000 autocarros e 21000 colaboradores. Em novembro de 2014 termina finalmente o período contratual da primeira concessão e a recusa do Tribunal de Contas em ajustar o contrato em vigor atrasa o processo e a Câmara decide prolongar o serviço com recurso a um ajuste direto à Corgobus por mais seis meses. O pagamento mensal é reduzido de 52.763€ para 35.333€, transferindo a amortização da frota para a alçada da Câmara. O recurso a esta solução viria a prolongar-se até ao final de 2015.
No entanto, em março de 2015 foi lançado um novo concurso público internacional, cujo preço base foi de 500 mil euros e um prazo de apresentação de propostas de 40 dias. O caderno de encargos previa a manutenção das linhas em vigor, a extensão da área abrangida às freguesias de Borbela, Lamas de Olo, Vila Marim e Andrães e um novo sistema tarifário. Em julho de 2015, a Câmara Municipal de Vila Real adjudica os transportes urbanos por um período de 10 anos à Rodonorte, que obteve a melhor classificação entre as propostas apresentadas. A Corgobus termina a sua operação a 31 de dezembro de 2015 e a partir de 2016 o serviço é assegurado pela TUVR - Urbanos de Vila Real, Lda., empresa criada pela Rodonorte, vencedora do concurso público para a concessão dos transportes urbanos para o período 2016 - 2025, assumindo o pessoal e o material circulante. No entanto, a Corgobus apresentou uma providência cautelar invocando discordância com o resultado do apuramento do concurso, o que resultou na suspensão do contrato em maio de 2016 por decisão do Tribunal Administrativo e Fiscal de Mirandela, tendo sido o serviço mantido em funcionamento recorrendo a ajuste direto até fevereiro de 2017.

### Operação

Logótipo alternativo dos Urbanos de Vila Real.

A atividade iniciou-se com 4 linhas (L1 - L4) a operarem em regime diurno nos dias úteis e aos sábados de manhã, abrangendo quase totalmente a zona urbana da cidade e algumas zonas suburbanas, como a Zona Industrial de Constantim, Hospital/Lordelo e Parada de Cunhos. As quatro linhas tinham uma extensão total de 43 quilómetros, variando cada uma entre os 9 e os 12,5 quilómetros. Ao longo do período de concessão realizaram-se alguns ajustes, tendo por base as necessidades de deslocação nas zonas abrangidas pela concessão e alguns inquéritos de mobilidade realizados. Em 2006 foi criada uma quinta linha (L5), servindo as zonas de Constantim e Arroios.[carece de fontes?]
A 11 de fevereiro de 2008 é estabelecido o serviço noturno (linha circular LN), disponibilizando viagens com uma cadência de 30 minutos entre as 21h e a meia noite, bem como o alargamento do funcionamento da rede a todos os dias da semana. Estas melhorias contribuíram para um desempenho acima do esperado no que se refere ao número de passageiros transportados, atingindo 1,4 milhões de passageiros em 2008, um marco importante numa pequena rede de transportes com apenas quatro anos de existência e um resultado que excedeu em 63% as previsões do estudo realizado pela Faculdade de Engenharia da Universidade do Porto para o quarto ano de exploração, tendo ultrapassado a marca dos 1,6 milhões em 2012.
No dia 1 de fevereiro de 2022 iniciou-se uma nova concessão dos transportes públicos, levando ao alargamento da rede, dos horários e a aquisição de autocarros elétricos. Foi assim constituída uma linha circular urbana (L7) percorrida por minibus para servir os bairros históricos dos Ferreiros, de São Vicente de Paula e de Santa Maria e uma nova linha urbana (L6) até Mouçós/Justes, assim como a extensão da L4 até Borbela e da L5 até Andrães.